# Черкесы в Иордании
Черкесы в Иордании (Иорданием ис адыгэхэр/) — диаспора адыгов численностью около 170 тыс. граждан Иордании, одно из малых этнических меньшинств королевства.
В Иордании черкесы считаются оплотом стабильности и даже символом королевства.

## История
Вся черкесская диаспора в Иордании представляет собой потомков мухаджиров (иммигрантов) с Кавказа, покинувших родину (Кавказ) после поражения в Русско-Кавказской войне (1763—1864).
Нижегородский учёный А. А. Камраков, изучавший особенности развития черкесской диаспоры на Ближнем Востоке, сделал следующие выводы:

Иорданию черкесы стали заселять ещё в 1903 году, когда первые 700 семей поселились в безлюдных местах (Зарка, Свейлах, Сухна, Азрак).
Черкесы принимали активное участие в защите Иордании. Во время 1- мировой войны они сражались в составе турецких ВС, после установления английского мандата вошли в состав мобильного полицейского отряда, а с образованием независимого королевства Иордания — черкесская гвардия стала верной опорой королевской власти.
Лояльность черкесов Хашимитам практически не подвергалась эрозии вследствие многочисленных «политических бурь».
Даже в 1956 году во время тройственной агрессии против Египта, в Иордании усилились оппозиция, и черкесы оставались едва ли не единственной опорой режима.
Некоторые черкесы занимали высокие посты в иорданской администрации, были представлены в парламенте, в спецслужбах и т. д.
Высокий статус диаспоры в органах государственной власти Иордании был поколеблен только в 1980-е гг., когда Хашимиты стали проводить курс на арабизацию кадров государственных служащих путём привлечения во власть бедуинов.
Всеми силами переселенцы с Кавказа стремились сохранить свою специфическую культуру. На чужбине все выходцы с Кавказа сблизились до такой степени, что этнические и племенные различия постепенно нивелировались, и к концу прошлого столетия сформировалась принципиально новая этнокультурная общность. Интересно, что вот уже несколько десятилетий в Иордании выходит ежедневная радиопередача «Из черкесского искусства», в которой принимают участие ведущие представители диаспоры. Традиционный стиль воспитания детей и традиционные социальные отношения, привнесенные с Кавказа, сохранились у черкесов и поныне. Так, например, до сих пор актуальны своды неписаных правил черкесского этикета «Адыгэ Хабза» и кодекса бытового поведения «Базанджа».
Обосновавшиеся в Иордании черкесы также обладают разветвленной сетью общинных институтов, поддерживающих развитие традиционного черкесского искусства и традиционной горской идентичности, а также институтов благотворительного характера и институтов, способствующих налаживанию связей с исторической родиной (Иорданское общество друзей черкесов Кавказа и т. д.). Благодаря деятельности институтов такого рода сохраняется сетевое взаимодействие не только с исторической родиной, но и взаимодействие между сегментами черкесской диаспоры в разных странах Ближнего Востока.— Камраков А.А. Особенности развития черкесской диаспоры на Ближнем Востоке

### Адыги (черкесы), которые вошли в историю Иордании
- Саид аль-Муфти[3] (1898—1989) — черкес из рода Хавжоко, ставший во второй половине XX века лидером иорданских черкесов, в 1950-е гг. занимал посты : министр внутренних дел, министр экономики, министр торговли, спикер парламента, премьер-министр Иордании, член Сената, спикер Сената.
- Омар Хикмет[3] (1886—1948) — черкес — первым в Иордании начальником полиции, министр торговли и сельского хозяйства, мэр города Аммана, начальник администрации королевского двора
- Аббас Мирза[3] — черкес — в конце 1940-х гг. возглавлял МВД королевства.
- Исмаил Ануар-Мухаммед[2] (1929) — адыг из рода Гъутокъуэ — государственный и общественный деятель Иордании. Телохранитель короля Хусейна Талала, командир особой черкесской гвардии его величества, советник иорданского монарха по военным вопросам, министр внутренних дел, генерал-лейтенант.
- Иззет Хасан Кандур[2] (1910—1992) — кабардинец, известный государственный военный деятель Иордании, генерал-майор, до 1975 командовал бригадой им. Принцессы Алии, округом, народным ополчением. Начальник Генерального штаба Иорданской армии, командующий силами безопасности Хашимитского Королевства.
- Ауни Мудар[2] (1945—1994) — адыг, командир воздушной базы имени принца Хасана бен Талала, военный атташе Иордании во Франции, руководитель службы ВВС, генеральный директор Королевких военно-воздушных сил, начальник штаба по операциям и тренировкам ВВС, командующий ВВС Иордании.
- Махир Фоаз — адыг (кабардинец) из рода Бырмамыт, государственный деятель Иордании. Руководитель гражданской обороны в городе Халиль, военный губернатор Иерусалима, начальник генштаба Хашимитского королевства, генерал-майор, руководитель канцелярии и личной охраны короля Хусейна бен Талала, генеральный секретарь МИД Иордании.
- Дукхан Ахмед Мажид — адыг из рода Сэбэншы, министр сельского хозяйства 1985, министр транспорта и связи 1986—1989, министр водного хозяйства и мелиорации Иордании.
- Усман Дияб Юсеф — адыг, возглавлял Комитет по гражданской обороне Иордании. Был мэром Кера, Балки, Туфелы. Министр внутренних дел Хашимитского королевства 1984-85, награждён орденами и медалями Иордании и других арабских стран.